# Jean de Saussure
Jean de Saussure (* 11. April 1899 in Washington; † 11. Januar 1977 in Thônex) war ein US-amerikanisch-schweizerischer evangelischer Geistlicher und Hochschullehrer.

## Leben

### Familie
Jean de Saussure war der Sohn des Mathematikers René de Saussure und dessen zweiter Ehefrau Catherine Amélie, Tochter von Frédéric Alexandre Maurice (1836–1897), die bei seiner Geburt verstarb, worauf sein Vater in die Schweiz zurückkehrte. Aus der dritten Ehe seines Vaters hatte er einen Stiefbruder.
Zu seinen Vorfahren gehörte unter anderem der Naturforscher Horace Bénédict de Saussure, sein Grossvater war der Naturforscher Henri de Saussure und seine Onkel der Linguist Ferdinand de Saussure, der Maler Horace de Saussure und der Sinologe Léopold de Saussure.
Er war 1923 in erster Ehe mit Liliane Elisabeth (1901–1960), Tochter von Roger Amédée Edouard de Crousaz (1872–1965), verheiratet. Ihre gemeinsamen Söhne waren Eric de Saussure und der Psychoanalytiker und Theologe Thierry de Saussure (1934–2019). In zweiter Ehe heiratete er 1968 Jeannine Madeleine, Tochter des René William Hummel.

### Werdegang
Jean de Saussure entschied sich nach einem Jahr wissenschaftlichen Studiums für ein theologisches Studium und besuchte hierzu von 1919 bis 1922 die Theologische Fakultät der Freien Evangelischen Kirche in Lausanne. Er setzte das Studium von 1922 bis 1923 an der Universität Tübingen fort und hörte dort die Vorlesungen von Karl Heim und Theodor Haering. Seine 1926 veröffentlichte Dissertation Les contradictions de la pensée religieuse wurde von seinen Lehrern Philippe Bridel (1852–1936), Paul Laufer und Arnold Reymond (1874–1958) ausdrücklich gelobt.
Er war anfangs von 1923 bis 1924 Vikar in Cannes und von 1924 bis 1925 an der Französischen Kirche in Edinburgh, bevor er 1925 Pfarrer in Les Eaux-Vives und 1929 Nachfolger von Henri Berguer an der Kathedrale Saint-Pierre in Genf wurde; dort blieb er in diesem Amt bis 1944 und zelebrierte unter anderem den Gottesdienst anlässlich der Beerdigung des Musikers Alexandre Mottu (1883–1943).
Er wurde 1944, als Nachfolger von Paul Laufer, zum Professor an der freikirchlichen Fakultät in Lausanne ernannt und hielt seit 1945 Vorlesungen zur Praktischen Theologie und Dogmengeschichte. Dazu hielt er auch Vorlesungen als Gastdozent an der Universität Zürich. Nachdem er im Sommer 1949 von seinem Lehramt zurückgetreten war, wirkte er bis 1954 als Spiritual der Frauengemeinschaft von Grandchamp und von 1956 bis zu seiner Pensionierung 1966 war er Pfarrer in Cologny.

### Geistliches und berufliches Wirken

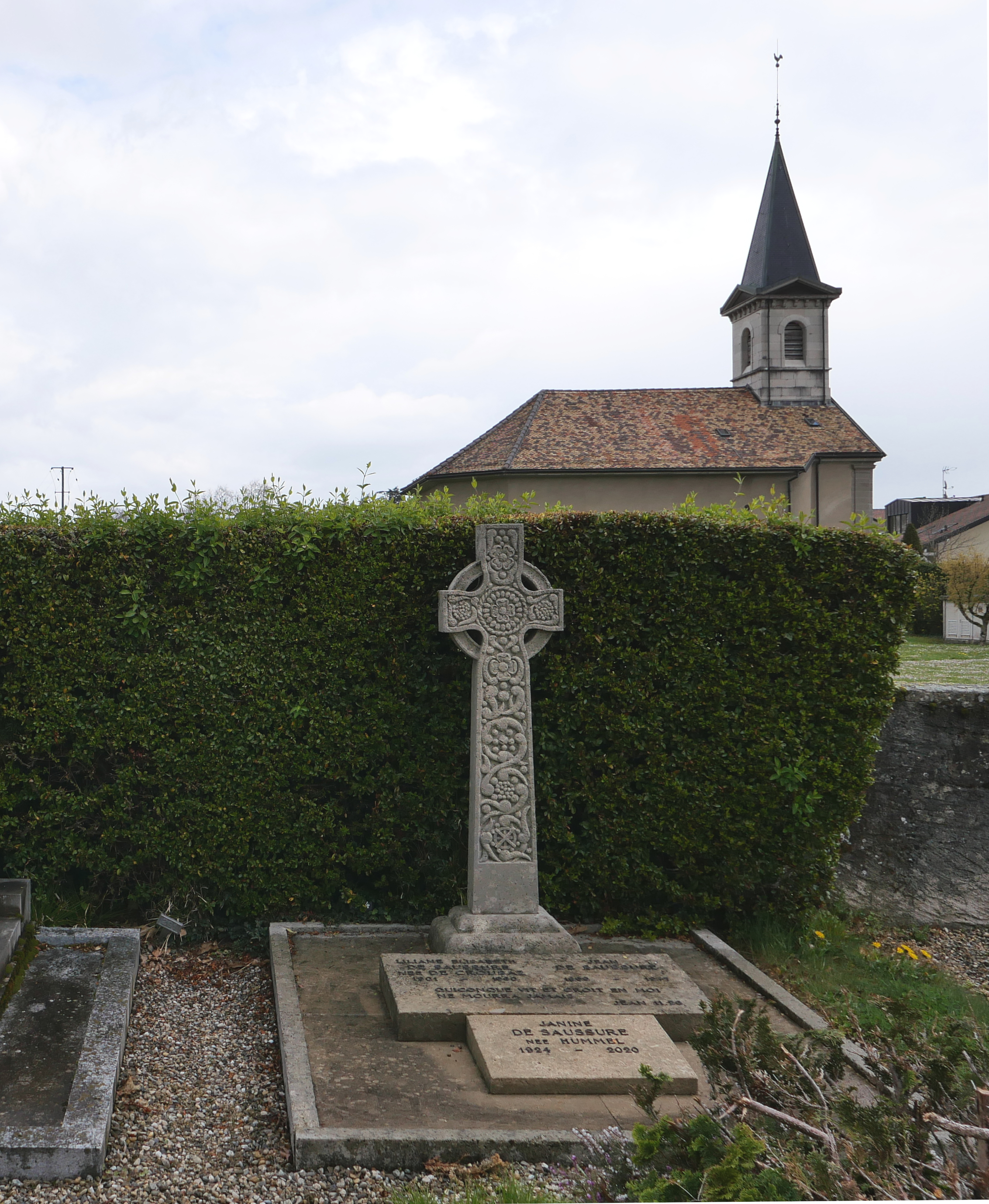
Das Grab von Jean de Saussure, seiner ersten Frau Liliane und seiner zweiten Frau Janine auf dem Friedhof von Bursinel im Kanton Waadt

Jean de Saussure entdeckte, auf Anregung des Arztes Paul Tournier, die Kraft des Calvinschen Denkens wieder und veröffentlichte 1930 eine Reihe von Vorträgen unter dem Titel A l’école de Calvin und trug, gemeinsam mit seinen Freunden Max Dominica, Jaques Courvoisier und Henri d’Espine, zur Erneuerung der reformierten Kirchen bei. Er war einer der Hauptakteure des Calvinisten-Kongresses, der 1936 in Genf stattfand.
Als Pionier des Dialogs mit den Katholiken gehörte er der ökumenischen Groupe des Dombes an, die 1937 auf Anregung von dem Priester Paul Couturier gegründet worden war. Dazu gehörte er auch zu den geistigen Vätern der Communauté de Taizé, die von Roger Schutz 1942 gegründet worden war.
In seiner Funktion als Moderator der Compagnie des pasteurs der Reformierten Genfer Kirche prangerte er während des Zweiten Weltkrieges öffentlich die Judendeportation in Nazideutschland an.
Er verfasste und publizierte zahlreiche theologische Werke.

## Ehrungen und Auszeichnungen
Jean de Saussure wurde 1938 durch die ungarische Universität Debrecen und am 1. März 1946 durch die schottische University of St Andrews zum Dr. h. c. ernannt.

## Schriften (Auswahl)
- Les contradictions de la pensée religieuse. Genf 1926.
- À l’école de Calvin. Éditions „Je sers“, Paris 1930.
- mit Armand Payot: Dieu notre seul seigneur. Eglise nationale protestante de Genève, Genf 1936.
- Méditation de la Vierge, figure de l’Eglise. G. Neveu, Lyon 1942.
- Révélation et inspiration. Labor et fides, Genf 1952.
- Le cantique de l’Église. Labor et Fides, Paris 1957.
- Contemplation de la croix. Labor et Fides, Genf 1970.
- Chemin de la Croix. Labor et Fides, Genf / Librairie protestante, Paris 1970.